# Tournoi de qualification pour la Coupe du monde de cricket de 2015
Navigation
2009
Le Tournoi de qualification pour la Coupe du monde de cricket de 2015, en anglais 2014 ICC World Cup Qualifier est une compétition de cricket organisée par l'International Cricket Council (ICC) du 13 janvier au 1er février 2014 en Nouvelle-Zélande. Les deux meilleures équipes de la compétition se voient qualifiées pour la Coupe du monde de cricket de 2015, et y rejoignent les douze autres sélections déjà qualifiées : les dix membres de plein droit de l'ICC, qualifiés d'office, et les deux premières équipes du Championnat 2011-2013 de la Ligue mondiale de cricket. Dix équipes participent à cette épreuve, dont la finale est remportée par l'Écosse contre les Émirats arabes unis.

## Organisation

### Équipes participantes
Quatorze équipes doivent participer à la Coupe du monde 2015, organisée en Australie et Nouvelle-Zélande. Dix places sont réservées aux membres de plein droit de l'International Cricket Council (ICC). Les autres nations, membres associés et affiliés de l'ICC, doivent passer par différents tournois pour se qualifier. La Ligue mondiale de cricket, qui comprend plusieurs divisions, est l'ensemble de ces compétitions. Le Championnat 2011-2013 de la Ligue mondiale de cricket, qui fait partie de la Ligue mondiale 2009-2014, voit s'affronter huit sélections. Les deux meilleures équipes obtiennent chacune une place pour la Coupe du monde. Les équipes d'Irlande et d'Afghanistan, respectivement première et deuxième de cette épreuve, se voient ainsi qualifiées pour la Coupe du monde. Les deux dernières places sont distribuées à l'issue du tournoi de qualification pour la Coupe du monde. Y sont conviées les six équipes restantes du championnat de la ligue mondiale, et deux équipes de chacune des divisions 2 et 3 de la ligue mondiale.

Divisions de la Ligue mondiale de cricket de 2009-2014, avec le Championnat 2011-2013 de la Ligue mondiale (C) et le tournoi de qualification (Q) pour la Coupe du monde 2015 (WC). Les flèches représentent le nombre d'équipes d'une compétition à rejoindre la compétition suivante ; les tournois continentaux et les divisions de la Ligue mondiale précédente et suivante ne sont pas représentés. Deux équipes du Championnat de la Ligue mondiale se qualifient pour la Coupe du monde en 2013. En 2014, le tournoi de qualification pour la Coupe du monde permet d'attribuer les deux dernières places.

| Équipe                    | Qualification pour le tournoi                                |
| ------------------------- | ------------------------------------------------------------ |
| Émirats arabes unis       | 3e du Championnat 2011-2013 de la Ligue mondiale de cricket  |
| Pays-Bas                  | 4e du Championnat 2011-2013 de la Ligue mondiale de cricket  |
| Écosse                    | 5e du Championnat 2011-2013 de la Ligue mondiale de cricket  |
| Kenya                     | 6e du Championnat 2011-2013 de la Ligue mondiale de cricket  |
| Namibie                   | 7e du Championnat 2011-2013 de la Ligue mondiale de cricket  |
| Canada                    | 8e du Championnat 2011-2013 de la Ligue mondiale de cricket  |
| Papouasie-Nouvelle-Guinée | 3e de la Division 2 de 2011 de la Ligue mondiale de cricket  |
| Hong Kong                 | 4e de la Division 2 de 2011 de la Ligue mondiale de cricket  |
| Népal                     | 1er de la Division 3 de 2013 de la Ligue mondiale de cricket |
| Ouganda                   | 2e de la Division 3 de 2013 de la Ligue mondiale de cricket  |

### Format
Les dix équipes sont réparties en deux poules de cinq, et chacune rencontre une fois ses quatre adversaires. Un rang leur est alloué avant la compétition dans leur poule respective. Dans la poule A, les Émirats arabes unis (A1) obtiennent le rang 1, suivis de l'Écosse (A2), le Canada (A3), Hong Kong (A4) et le Népal (A5). Dans le groupe B, ce sont respectivement les Pays-Bas (B1), le Kenya (B2), la Namibie (B3), la Papouasie-Nouvelle-Guinée (B4) et l'Ouganda (B5). Les trois meilleures équipes de chaque poule sont qualifiés pour un deuxième tour de championnat appelé « Super Six ». Pour le calendrier de ce deuxième tour, les équipes qualifiées qui occupaient les rangs 1 à 3 gardent leur numéro, tandis que si une équipe ayant le rang 4 ou 5 se qualifie à la place d'une mieux classée, elle prend le numéro de celle-ci. Ainsi, le match A1 contre B1 doit être joué par les Émirats arabes unis et l'Écosse quel que soit leur classement dans leur poule, ou par l'équipe de rang 4 ou 5 qui se serait qualifiée à leur place. Pour le Super Six, les sélections gardent les points marqués contre les ceux de leur adversaires qui ont également franchi la phase de poule. Une victoire vaut un point, une égalité ou un match abandonné un point et une défaite zéro.

## Déroulement

### Finale
La finale oppose le 1er février au Bert Sutcliffe Oval de Lincoln l'Écosse, qui remporte le tirage au sort et choisit de batter en premier, aux Émirats arabes unis. Preston Mommsen réussit un score de 139 courses qui permet aux Écossais de totaliser 285 courses pour cinq éliminations. Les Émiriens ne peuvent faire mieux : ils réalisent un score de 244 pour 9 éliminés, Swapnil Patil finissant avec leur meilleur score, 99. Les Écossais gagnent donc avec un écart de 41 courses.
| Date(s) et lieu                          | Première équipe            | Seconde équipe                        | Résultat                                                               |
| ---------------------------------------- | -------------------------- | ------------------------------------- | ---------------------------------------------------------------------- |
| 1er février Bert Sutcliffe Oval, Lincoln | Écosse 376/9 (50,0 séries) | Émirats arabes unis 244/9 (50 séries) | Écosse gagne par 41 courses Meilleur joueur : Preston Mommsen (Écosse) |

### Classement final
| Rang | Équipe                    | Conséquence                                                           |
| ---- | ------------------------- | --------------------------------------------------------------------- |
| 1    | Écosse                    | Qualifiées pour la Coupe du monde, statut « ODI » pendant quatre ans. |
| 2    | Émirats arabes unis       | Qualifiées pour la Coupe du monde, statut « ODI » pendant quatre ans. |
| 3    | Hong Kong                 | Statut « ODI » pendant quatre ans.                                    |
| 4    | Papouasie-Nouvelle-Guinée | Statut « ODI » pendant quatre ans.                                    |
| 5    | Kenya                     | Reversées en deuxième division de la Ligue mondiale (2015).           |
| 6    | Namibie                   | Reversées en deuxième division de la Ligue mondiale (2015).           |
| 7    | Pays-Bas                  | Reversées en deuxième division de la Ligue mondiale (2015).           |
| 8    | Canada                    | Reversées en deuxième division de la Ligue mondiale (2015).           |
| 9    | Népal                     | Reléguées en troisième division de la Ligue mondiale (2014).          |
| 10   | Ouganda                   | Reléguées en troisième division de la Ligue mondiale (2014).          |